# 文館詞林

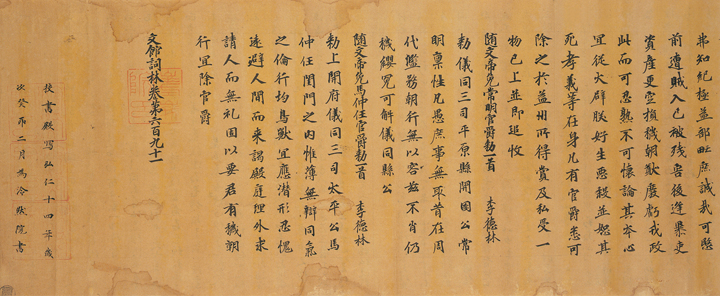
『文館詞林』第六百九十一巻（高野山正智院所蔵、国宝）

『文館詞林』（ぶんかんしりん）は、中国唐代の勅撰漢詩文集。唐高宗の顕慶3年（658年）、許敬宗が勅を奉じて撰した。
漢から唐初までの詩文を収め、『文選』に次ぐ最古の総集である。
もと1000巻あったが、唐以降散逸し、今は数十巻が残るのみである。中国では早く滅び、日本にのみ残る佚存書であり、高野山にある正智院蔵の残巻12巻と宝寿院の残巻1巻は日本の国宝に指定されている。

## 歴史
『唐会要』巻36に、許敬宗が顕慶3年（658年）に『文館詞林』1000巻を編纂して進上したことが見える。
北宋の『崇文総目』には「『文館詞林』弾事4巻、許敬宗編」というのみであり、『宋史』芸文志八にも許敬宗『文館詞林』詩1巻しか見えない。五代十国時代を経て宋代にはすでにほとんど滅びていたことがわかる。
林述斎『佚存叢書』に『文館詞林』残巻4巻が含まれており、この本が逆輸入されることによって再び中国でも『文館詞林』が知られるようになった。楊守敬は『佚存叢書』に含まれない残巻14巻を日本で得て、『古逸叢書』に収録した。
『文館詞林 影弘仁本』（1969年）には、正智院蔵の弘仁14年（823年）鈔本を中心として27巻および巻数不明の残巻3種を影印している。

## 書誌情報
- 『文館詞林巻第六百六十八』（宮内庁書陵部、1949年）　解説・神田喜一郎
- 『文館詞林 影弘仁本』（古典研究会、1969年）　解題・阿部隆一、尾崎康
- 羅国威 整理『日蔵弘仁本文館詞林校証』（中華書局、2001年） ISBN 7-101-02413-0